# Сетимо Ротаро
Сетимо Ротаро (итал. Settimo Rottaro) је насеље у Италији у округу Торино, региону Пијемонт.
Према процени из 2011. у насељу је живело 473 становника. Насеље се налази на надморској висини од 260 м.

## Становништво
Према резултатима пописа становништва 2011. у општини је живело 503 становника.
| 1931. | 1936. | 1951. | 1961. | 1971. | 1981. | 1991. | 2001. | 2011. |
| ----- | ----- | ----- | ----- | ----- | ----- | ----- | ----- | ----- |
| 845   | 840   | 716   | 651   | 613   | 566   | 543   | 517   | 503   |